# 이스파노-수이자 H6

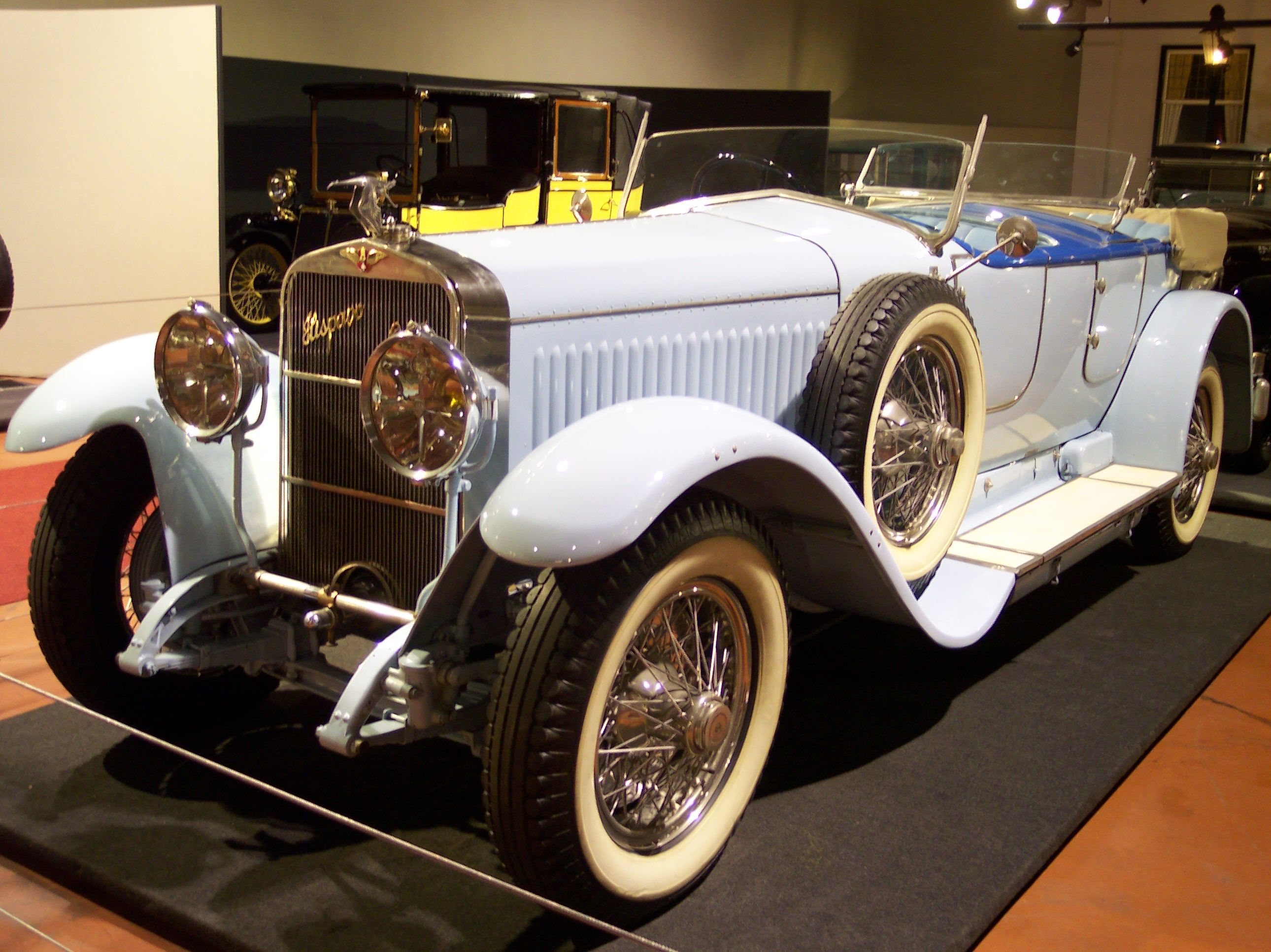

H6 자동차는 스페인의 자동차 제조사인 이스파노-수이자(es)가 1919년부터 1929년까지 생산한 모델이다. 동사는 스페인 기업이나, 프랑스에도 현지 법인이 있어 이 모델은 프랑스에서 생산되었다. 1924년까지는 H6B형이, 그 이후로는 H6C형이 생산되었다. 카디스 공 알폰소(es)가 타고 다녔던 차로도 알려져 있다. 길이는 GM대우 토스카보다 약간 길다.